# رابطة الفنانين التشكيليين الأردنيين
رابطة الفنانين التشكيليين الأردنيين هي مؤسسة غير ربحية تأسست في 16 فبراير 1977، وهي أول مؤسسة متخصصة في الفنون التشكيلية والممثل الرئيسي للحركة التشكيلية في الأردن، كما أنَّ الانضمام لعضويتها متاح للفنانين الأردنيين والعرب والأجانب المقيمين في الأردن حسب النظام الأساسي للرابطة. يبلغ عدد منتسبيها حوالي 400 عضو. 
تهدف هذه الرابط للعمل على إرساء قواعد الحركة الفنية التشكيليَّة في الأردن، ودعم كافة الفنانيين التشكيليين الأردنيين، ودعم الطاقات وإقامة ورشات تعليمية للرسم للكبار والصغار وإجراء مسابقات الرسم كل عام.